# Pasul Teilor
Pasul Teilor este o trecătoare situată în Dobrogea la o altitudine de 187 m, între Munții Măcinului aflați la vest și Podișul Niculițel aflat la est, de-a lungul DJ222A

## Rol
Pasul (cunoscută printre localnici sub denumirea „La Patru Drumuri”) asigură legătura între depresiunile Luncavița aflată la nord și Taița superioară-Horia aflată la sud. La nivelul lui, drumul care unește cele două depresiuni se intersectează cu cel care merge dinspre Greci spre Dealurile Niculițelului.

## Repere
Treacătoarea este situată pe cumpăna apelor dintre bazinul hidrografic al Luncaviței aflat la nord și cel al Taiței aflat la sud.
Cele mai apropiate stații de cale ferată sunt pe Magistrala CFR 700 la Brăila, respectiv pe linia ferată secundară 804 la Tulcea.
În apropiere se află pasurile Priopcea (Chervant) – spre sud-vest, Carapelit – spre sud și pasurile Sărărica și Garvăn spre nord-vest.

## Obiective turistice de interes
- Pădurea Valea Fagilor – situată la 2 km de trecătoare[6]
- Vârful Țuțuiatul
- Parcul Național Munții Măcinului
- Mănăstirea Cocoș